# Coca de Fira

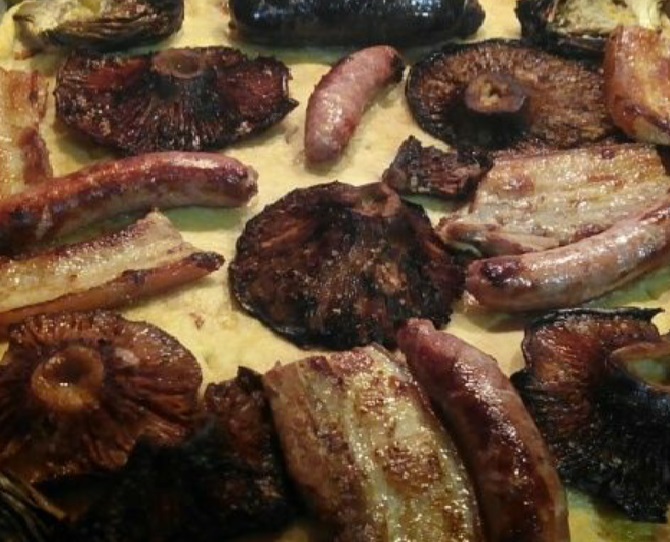
Coca de Fira d'Ontinyent

La Coca de Fira és una recepta tradicional d'Ontinyent realitzada sobre una base de pasta seca. Rep el nom de Coca de Fira perquè és costum menjar-la durant el mes de Novembre, quan té lloc a la localitat la Fira.
Els ingredients principals de la coca són les llonganisses, la cansalada i les botifarres de ceba, ja que aquesta localitat és coneguda per la qualitat del seu embotit. A més a més, en aquesta recepta tampoc poden faltar els pebrassos. Durant aquesta època de l'any, la tardor, també és molt típic que els cercadors i les cercadores de pebrassos vagen a la serra, bé la Mariola o altres de més llunyanes, per buscar aquest meravellós bolet.

## Ingredients
Els ingredients necessaris per a realitzar aquesta recepta són:

### Per a la massa[1]
- 1/2 kg de farina
- 1 got d'aigua o de llet
- 1/2 got d'oli d'oliva verge
- 2 ous
- sal
- 20 g de llevat

### Per al damunt de la massa
- Llonganisses
- Botifarra de ceba
- Cansalada
- Carxofes
- Pebrassos
- Magre

## Preparació
Primer preescalfarem el forn a 240°. Després farem la massa posant en un recipient la farina, el llevat, l'aigua, els ous i l'oli. Pastem la massa fins a aconseguir una mescla homogènia i la deixem reposar mentre fregim la resta dels ingredients. Després col·locarem la coca en una llanda del forn i la deixarem allí durant uns deu minuts. Quan la massa estiga a punt podem posar-li per damunt els ingredients i deixar-ho al forn durant uns cinc minuts més.